# Цуров
Цуров (њем. Zurow) општина је у њемачкој савезној држави Мекленбург-Западна Померанија. Једно је од 91 општинског средишта округа Нордвестмекленбург. Према процјени из 2010. у општини је живјело 1.334 становника. Посједује регионалну шифру (AGS) 13058110.

## Географски и демографски подаци
Цуров се налази у савезној држави Мекленбург-Западна Померанија у округу Нордвестмекленбург. Општина се налази на надморској висини од 48 метара. Површина општине износи 40,7 km². У самом мјесту је, према процјени из 2010. године, живјело 1.334 становника. Просјечна густина становништва износи 33 становника/km².